# 埃德温·扬
埃德温·扬（英語：Edwin Young，1947年9月29日—2006年6月22日），美国男子跳水运动员。他曾代表美国参加1968年夏季奥林匹克运动会跳水比赛，获得男子10米跳台铜牌。他在退役后成为亚利桑那大学跳水队的教练。